# Блины
Блины́ (от праслав. *mlinъ — др.-рус. *млинъ, болг. млин, полаб. mlync, укр. млинець) — блюдо русской кухни, выпекаемое из жидкого дрожжевого теста на сковороде. Подаются горячими с растопленным сливочным маслом (или сметаной). Могут также подаваться с икрой, солёной (копчёной) рыбой и любыми другими добавками или гарниром по желанию.
Блины из пресного теста в кулинарии называются «блинцами». Блинцы с завёрнутой в них начинкой называются «блинчиками». В них может быть завёрнута различная начинка: творог, мясо, рис, грибы, варенье, яблоки, зелень.
В Западной Европе и Средней Азии блины готовят из пресного теста. Блинчики фр. crêpe пекут во Франции, Австрии и США. В осетинской и чечено-ингушской кухнях блины готовят из смеси пшеничной и кукурузной муки.
Блины разных народов: мордовские пачат, болгарские палачинки, венгеро-закарпатские палачинта, польские налесники, украино-белорусские налистники, монгольские гамбир, индийские доса, эфиопские ынджера, бретонские галеты, мексиканские тортильи.

## Этимология
Русское слово «блин» происходит от общеславянского млинъ, от глагола «молоть», то есть обозначает изделие из смолотого зерна, муки.

## История

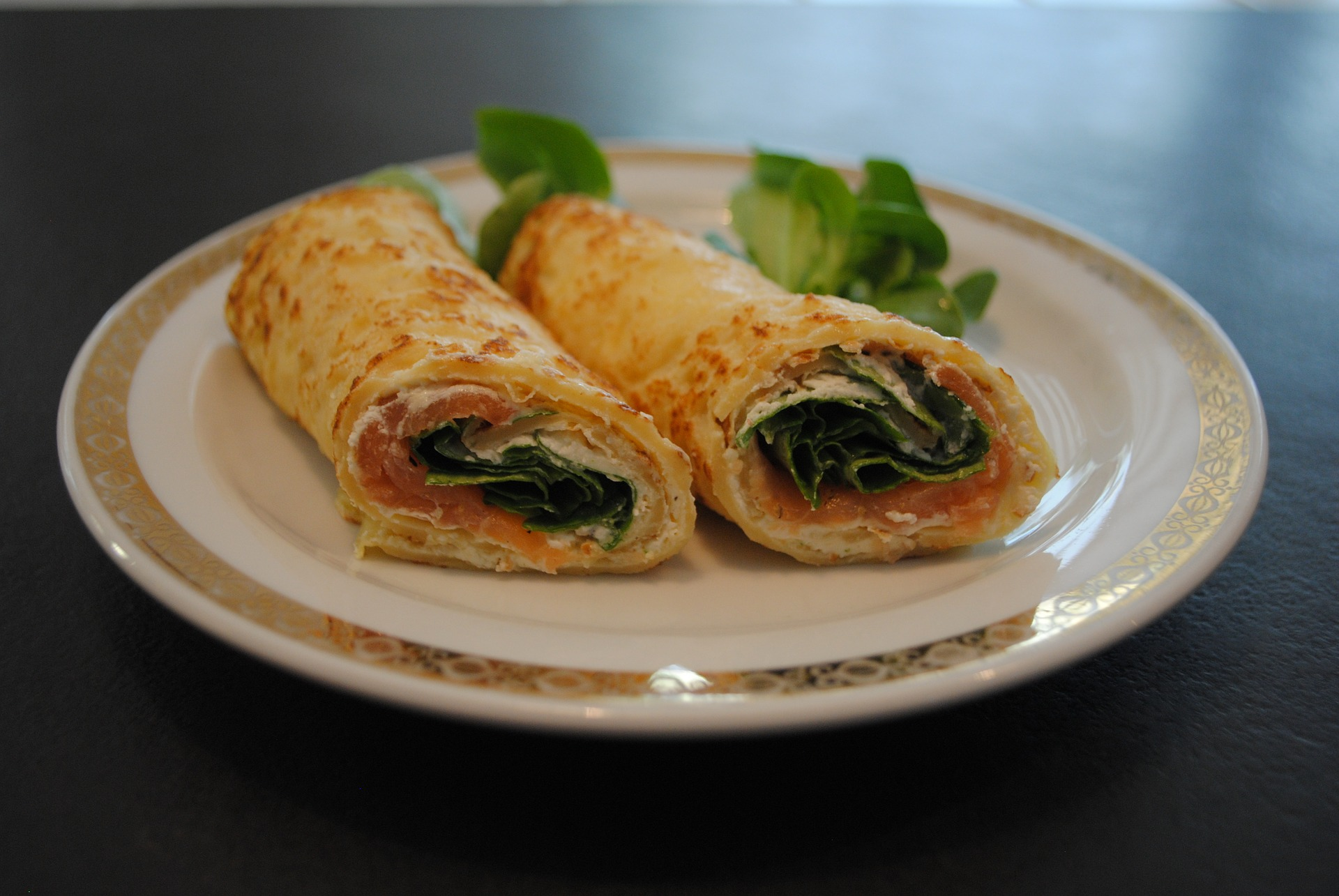
Блинцы с начинкой, вдохновлённые кулебякой

В русской кухне блины появились не позднее IX века. Предшественниками блинов и оладий из дрожжевого теста (кислого, заквашенного) были блинчики, оладьи и лепёшки из пресного теста. Блины пекли из различных видов муки и их смесей: пшеничной, гречневой, ржаной, овсяной, пшённой, гороховой. Простонародье в основном использовало ржаную муку. «Красными» называли блины из гречневой муки, «белыми» — из пшеничной.
Несмотря на то, что блины фактически жарят, по отношению к ним может использоваться глагол «печь», так как раньше блины пекли в русской печи, где нижняя их сторона жарилась на сковороде, а верхняя запекалась жаром топочной камеры.

## Приготовление
Тесто для блинов делается опарным (или безопарным) способом. Его состав: дрожжи, пшеничная мука, вода и (или) молоко, яйца, растопленное сливочное масло (или маргарин), соль, сахар. Тесту дают подняться дважды. На хорошо разогретую и смазанную маслом сковороду выливают порцию теста и равномерно распределяют по поверхности. Поджаривают и переворачивают на другую сторону.
Блины с «припёком» — берут дополнительный продукт (приготовленное мясо, рыбу, творог, варёные яйца, свежую зелень, жареный лук), измельчают его и накладывают тонким слоем на сковороду, сверху заливают готовым тестом и выпекают как обычно.
Гречневые заварные блины на опаре — к части гречневой муки добавляют кипяток и тщательно размешивают до однородной массы. Остужают до тёплого состояния, добавляют разведённые в тёплой воде дрожжи и дают подняться. Добавляют молоко, оставшуюся муку, соль и сахар. После второго подъёма выпекают.
Состав теста для блинчиков отличается только отсутствием дрожжей и возможным добавлением разрыхлителя (соды). Встречающаяся в продаже готовая смесь «блинная мука» содержит пшеничную муку, сухое молоко, яичный порошок, соль, сахар, разрыхлитель.

## Французское блюдо crêpe

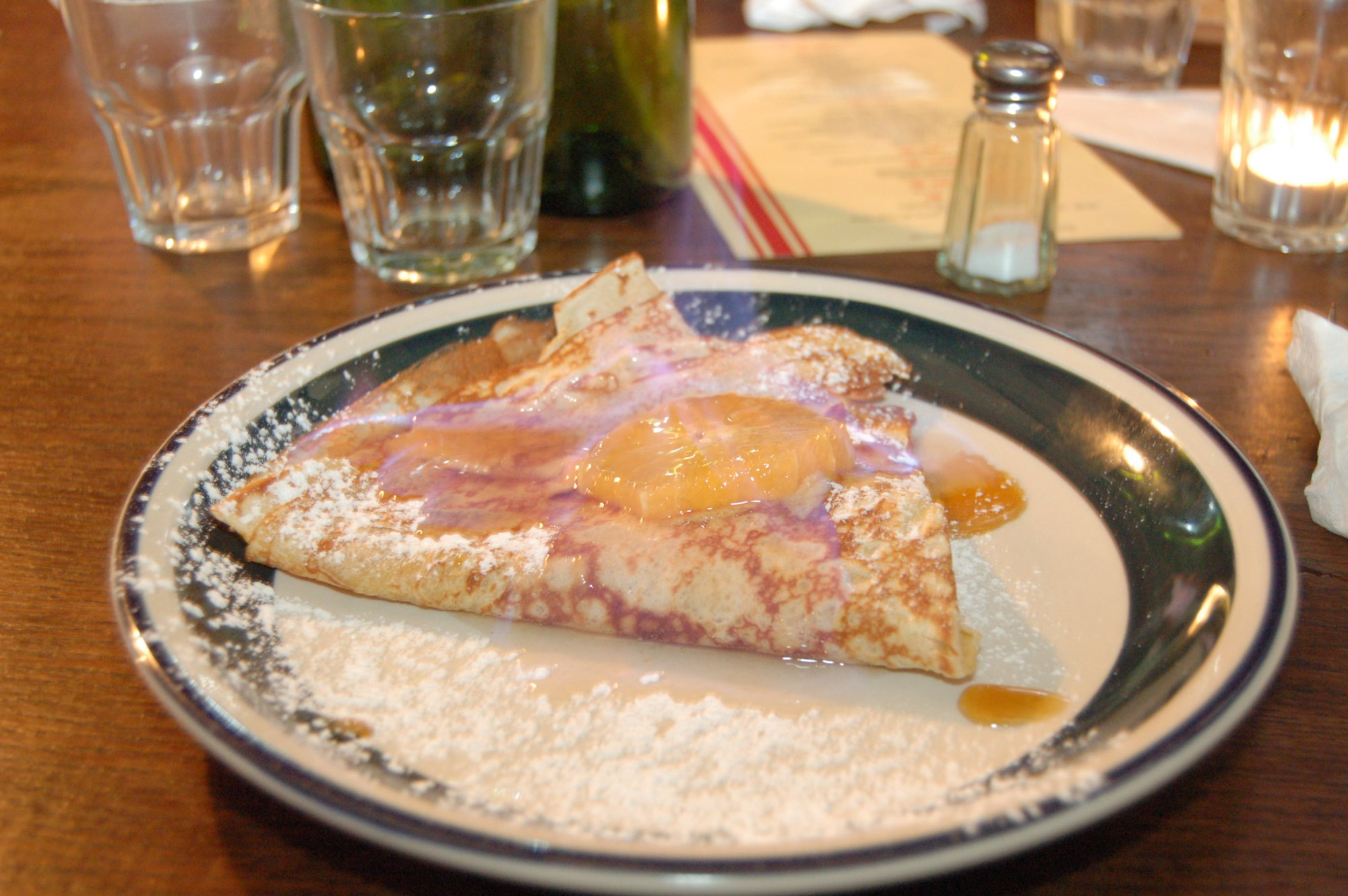
Блинчики Сюзетт, французский десерт наподобие блинов

На блины похоже западное блюдо crêpe (или crepe, о файле/kreɪp/ or /krɛp/, французский: [kʁɛp] (слушать)о файле, или crepa. Например, crêpes Suzette переводят как «блинчики Сьюзетт», чтобы не смущать читателей заимствованным корнем слова «креп».
Однако, магазинный «блинчик», в который завёрнута начинка, за рубежом называется «блинцом» (בלינצע, blintse или blintz), от слова «блинец».